# Веретенино (Курська область)
Веретенино (рос. Веретенино) — село в Желєзногорському районі Курської області Російської Федерації.
Населення становить 371 особу. Входить до складу муніципального утворення Веретенинська сільрада.

## Історія
Населений пункт розташований на території українського етнічного та культурного краю Східна Слобожанщина.
Від 2004 року входить до складу муніципального утворення Веретенинська сільрада.

## Населення
| 1866 | 1877 | 1897 | 1926 | 1979 | 2002 | 2008 |
| ---- | ---- | ---- | ---- | ---- | ---- | ---- |
| 440  | ↗528 | ↗860 | ↗916 | ↘345 | ↗452 | ↘417 |
| 2010 |      |      |      |      |      |      |
| ↘371 |      |      |      |      |      |      |